# 毛淡棉遵镇区
毛淡棉遵鎮區為緬甸伊洛瓦底省拉布達縣下辖的一个鎮區。2014年人口311,340人，區域面積1,217.0平方公里。毛淡棉遵為該鎮區之行政中心。